# 耶律撻烈
耶律挞烈（?—?），字涅鲁衮。辽国（契丹）政治人物、軍人。六院部郎君袤古直后裔。
耶律挞烈沉厚多智，多计谋，四十岁之前没有出仕。辽太宗会同年间，耶律挞烈为边部令稳。具重才，有政绩；善领兵，赏罚信明，深得军心。辽穆宗应历二年（952年）三月，升南院大王。任内，均赋役，劝耕稼，户口繁殖，朝野盛赞称“富民大王”。应历四年（954年），领西南道军南下援助北汉攻打后周，在忻口击败周将符彦卿，斩杀史彦超。应历十四年（964年），以西南面招讨使领兵援助北汉，退宋兵。应历十八年（968年），北宋大军围太原，以西南面行军都统、兵马总管发诸道兵往救，兵出雁门，宋军兵退。当时契丹对中原政策为联北汉以抗后周、北宋，他使河东之地不为周、宋所并。景宗保宁元年（969年），加兼政事令。致仕後，乾亨年间，被辽景宗召见，后来得病而卒，年七十九岁。

## 延伸阅读
[在维基数据编辑]
 《遼史·卷77》，出自脱脱《遼史》